# Ischnoptera apolinari
Ischnoptera apolinari es una especie de cucaracha del género Ischnoptera, familia Ectobiidae. Fue descrita científicamente por Hebard en 1919.
Habita en Colombia.